# Mycosphaerella heimioides
Mycosphaerella heimioides är en svampart som beskrevs av Crous & M.J. Wingf. 1997. Mycosphaerella heimioides ingår i släktet Mycosphaerella och familjen Mycosphaerellaceae.   Inga underarter finns listade i Catalogue of Life.